# 25A busz (Pécs)
A pécsi 25A jelzésű autóbusz Uránváros és a pécsi Tettye Forrásház (korábbi nevén Vízmű) között közlekedik. Mivel a járat csak a 
vízműben történő műszakváltáskor közlekedik, ezért meg van szabva hogy bizonyos járatok csak pénteken, illetve péntek kivételével munkanapokon közlekedik. A járat mindössze 14 perc alatt ér vissza Uránvárosba a 4,6 km-es úton. 2014. február 3-ától bizonyos járatok a Bázis úti ipartelep érintésével közlekednek.

## Története
1996. január 2-án indult az első 25A jelzésű járat Uránvárosból.

## Útvonala
| Uránváros → Tettye Forrásház | Tettye Forrásház → Uránváros |
| --- | --- |
| Uránváros – Ürögi fasor – Páfrány utca – Rácvárosi út – Pellérdi út – Fő utca – Nyugati ipari út – (Nagy-Berki út – Bázis út – Nagy-Berki út – Nyugati ipari út –) Mikolai út – Tettye Forrásház | Tettye Forrásház – Mikolai út – Nyugati ipari út – (Nagy-Berki út – Bázis út – Nagy-Berki út – Nyugati ipari út –) Fő utca – Pellérdi út – Rácvárosi út – Páfrány utca – Ürögi fasor – Uránváros |

## Megállóhelyei
| 25A (Uránváros – Tettye Forrásház)                                                                        |          |                             |          |          | |                              |
| Perc (↓)                                                                                                  | Perc (↓) | Megállóhely                 | Perc (↑) | Perc (↑) | Megállóhelyet érintő járatok | Létesítmények                |
| 0 | 0        | Uránváros végállomás        | 10       | 7        | 1, 2, 2A, 2E, 4, 4Y, 21, 21A, 22, 23, 23Y, 24, 25, 25A, 26, 26A, 27, 27Y, 28, 28A, 28Y, 29, 102, 102Y, 104, 104A, 104E, 104Y, 107E, 121 · Helyközi autóbuszok | Tesco, Gyógyszertári Központ |
| 2 | 2        | Bolgár köz                  | 8        | 5        | 25, 25A, 26, 26A, 27, 27Y, 28, 29 |                              |
| 3 | 3        | Rácváros                    | 7        | 4        | 25, 25A, 26, 26A, 27, 27Y, 28, 29 |                              |
| 4 | 4        | Patacsi elágazás            | 6        | 3        | 25, 25A, 26, 26A, 27, 27Y, 28, 29 · Helyközi autóbuszok |                              |
| Bázis út és Nagy-Berki út megállókat reggel Uránváros felé, délután pedig a Tettye Forrásház felé érinti. |          |                             |          |          | |                              |
| ∫ | 6        | Bázis út                    | ∫        | ∫        | 25A |                              |
| ∫ | 8        | Nagy-Berki út               | 4        | ∫        | 25A |                              |
| ∫ | ∫        | Bázis út                    | 2        | ∫        | 25A |                              |
| 7 | 10       | Tettye Forrásház végállomás | 0        | 0        | 25A | Tettye Forrásház             |